# Municipio de Pleasant (condado de Wapello, Iowa)
El municipio de Pleasant (en inglés: Pleasant Township) es un municipio ubicado en el condado de Wapello en el estado estadounidense de Iowa. En el año 2010 tenía una población de 260 habitantes y una densidad poblacional de 2,99 personas por km².

## Geografía
El municipio de Pleasant se encuentra ubicado en las coordenadas 41°2′0″N 92°13′55″O / 41.03333, -92.23194. Según la Oficina del Censo de los Estados Unidos, el municipio tiene una superficie total de 87.05 km², de la cual 87,02 km² corresponden a tierra firme y (0,04 %) 0,04 km² es agua.

## Demografía
Según el censo de 2010, había 260 personas residiendo en el municipio de Pleasant. La densidad de población era de 2,99 hab./km². De los 260 habitantes, el municipio de Pleasant estaba compuesto por el 95,77 % blancos, el 1,92 % eran asiáticos, el 1,15 % eran de otras razas y el 1,15 % eran de una mezcla de razas. Del total de la población el 3,08 % eran hispanos o latinos de cualquier raza.